# Lysurus
Lysurus Fr. (chwostek) – rodzaj saprotroficznych grzybów z rodziny sromotnikowatych (Phallaceae).

## Systematyka i nazewnictwo
Pozycja w klasyfikacji według Index Fungorum: Phallaceae, Phallales, Phallomycetidae, Agaricomycetes, Agaricomycotina, Basidiomycota, Fungi.
Nazwa polska za: Flora Polska – Rośliny Zarodnikowe Polski i Ziem Ościennych. Tom XXIII. 

## Niektóre gatunki
- Lysurus cruciatus (Lepr. & Mont.) Henn. 1902 – chwostek cuchnący
- Lysurus gardneri Berk. 1846
- Lysurus mokusin (L.) Fr. 1823

Wykaz gatunków (nazwy naukowe) na podstawie Index Fungorum.